# Johan Vásquez
Johan Felipe Vásquez Ibarra (* 22. Oktober 1998 in Navojoa, Sonora) ist ein mexikanischer Fußballspieler auf der Position eines Verteidigers.

## Leben
Vásquez erhielt seinen ersten Vertrag bei den Cimarrones de Sonora und spielte bereits ein Jahr später auf Leihbasis für den CF Monterrey, mit dem er in der Apertura 2019 die mexikanische Fußballmeisterschaft gewann.
Im Januar 2020 erwarb der CF Monterrey den Spieler, um ihn umgehend an den Ligakonkurrenten UNAM Pumas zu verkaufen. Dieser lieh ihn seinerseits 2021 an den italienischen Erstligisten CFC Genua aus, der ihn später erwarb und seinerseits zur Saison 2022/23 an den Erstliga-Aufsteiger US Cremonese verlieh.

## Erfolge
- CONCACAF-Gold-Cup-Sieger: 2023, 2025
- Mexikanischer Meister: Apertura 2019